# Opel 8/20 PS
Der Opel 8/20 PS war ein PKW der oberen Mittelklasse, den die Adam Opel KG von 1910 bis 1913 als Nachfolger der Modelle 12/14 PS und 8/16 PS baute.

## Geschichte und Technik
Ende 1910 wurde die Fertigung des Modells 8/16 PS eingestellt. Bereits zwei Jahre vorher war der Opel 12/14 PS mit 2,1-Liter-Motor durch den Opel 10/18 PS mit 2,5-Liter-Motor ersetzt worden. Somit fehlte nun in der Modellpalette ein 2,0-Liter-Modell als Basis für die obere Mittelklasse. Andererseits musste der wegfallende 8/16 PS mit 1,85-Liter-Motor ersetzt werden. Somit wurde dessen Nachfolger ein 2,0-Liter-Modell.
Sein Motor war ein Vierzylinder-Blockmotor mit 2032 cm³ Hubraum (Bohrung × Hub = 75 mm × 115 mm), der 20 PS (14,7 kW) bei 1600/min. leistete. Der seitengesteuerte Motor war wassergekühlt. Das Kurbelgehäuse war aus Aluminium gegossen, der Zylinderblock und -kopf bestanden aus Grauguss. Die Motorleistung wurde über eine Lederkonuskupplung, ein manuell zu schaltendes Vierganggetriebe und eine Kardanwelle an die Hinterachse weitergeleitet. Die Höchstgeschwindigkeit der Wagen lag bei 65 km/h.
Der Rahmen bestand aus Stahlblech-U-Profilen. Die beiden Starrachsen waren an halbelliptischen Längsblattfedern aufgehängt. Die Betriebsbremse war als Innenbackenbremse ausgeführt, die auf die Getriebeausgangswelle wirkte. Die Handbremse wirkte auf die Trommeln an den Hinterrädern.
Es gab fünf Karosserievarianten, einen zweisitzigen Phaeton, einen vier- oder sechssitzigen Doppelphaeton, eine viertürige Limousine und ein ebensolches Landaulet.
Die billigste Variante (Phaeton) kostete 6900 RM.
Der 8/20 PS wurde Anfang 1914 durch den etwas stärkeren 8/22 PS ersetzt.